# Vrksásana

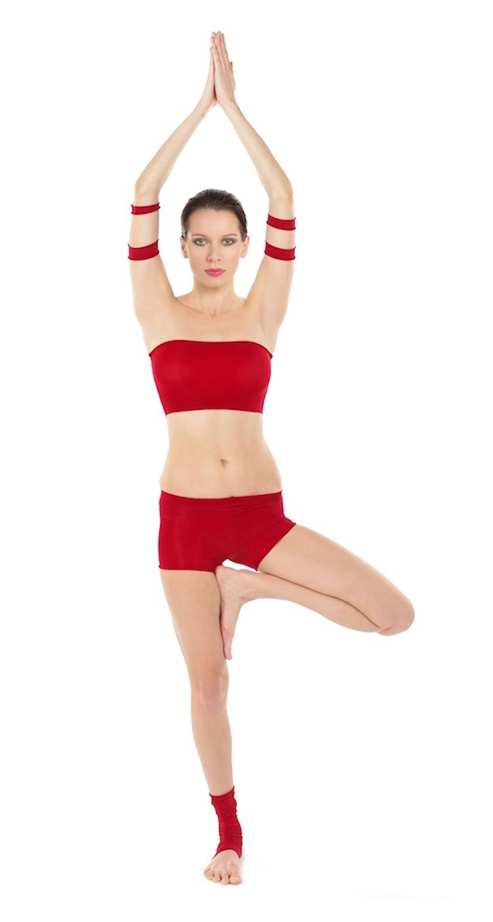
Vrksásana

Vrksásana (/vrɪkˈʃɑːsən.ə/ vrik-SHAH-sə-nə;  vṛkṣāsana) neboli strom je ásana.

## Etymologie
Název pochází ze sanskrtského slova vrkša (वृक्ष, vṛkṣa), což znamená "strom", a asana (आसन), což znamená "držení těla".

## Popis
Pozice vychází z Tadásany, váha se přenese na jednu nohu, například na levou. Celé chodidlo zůstává v kontaktu s podlahou. Pravé koleno se ohne a pravou nohou přesuneme na vnitřní stranu levého stehna nebo uděláme poloviční lotos. Boky by měly být otevřené, pravé koleno směřuje doprava, ne dopředu. Prsty pravé nohy směřují přímo dolů, levá noha, střed pánve, ramena a hlava jsou svisle zarovnány. Ruce jsou obvykle drženy nad hlavou buď přímo směrem nahoru nebo rozepnuty do stran, anebo naopak sepnuté dohromady v anjali mudra.
Ásana trvá cca 20 až 60 sekund, aby se protáhla páteř a z pozice se vystupuje přechodem na Tadasánu při výdechu, nálsedně se opakuje na opačné noze.

## Výhody
Tato ásana:
- zlepšuje rovnováhu[6]
- zpevňuje držení těla[6]
- zvýšá koncentrace[7]
- zvýší rozsah pohybu v bocích[7]
- prohlubuje hrudník[7]
- posiluje kotníky[7]
- tónuje svaly na nohou, zádech a hrudníku[7]

## Začátečníci
Zaměření pohledu na malý bod se v józe nazývá drishti. Je to v ideálním případě něco nepohyblivého, co je přímo před námi. Mezi ghyby patří naklánění na jednu stranu, kroucení, tlačení jednom boku; ohýbání nebo vytáčení opěrného kolene směrem ven; pohled dolů a absence koncentrace.